# 平家蟹属
平家蟹属（学名：Heikeopsis）是一个关公蟹科下的属，包含两个种：蜘蛛平家蟹（Heikeopsis arachnoides与平家蟹（Heikeopsis japonica）。平家蟹属目前较常用的学名是“Heikeopsis”，但在过去也曾使用“Heikea”这一名称。